# ホームセンターバロー
株式会社ホームセンターバロー（Home Center Valor Co., Ltd.）は、東海地方を拠点にホームセンター・ペットショップを店舗展開する株式会社。アレンザホールディングス株式会社の完全子会社。

## 沿革
スーパーマーケットなどを運営する企業・株式会社バローが1995年に、岐阜県のホームセンター運営企業・富士屋と合併し、ホームセンター事業に乗り出している。2015年の持株会社制への移行に伴い分社化された。
- 2015年（平成27年）
  - 4月1日 - （旧）株式会社バロー100%出資により、株式会社ホームセンターバロー分割準備会社設立[5]。
  - 10月1日 - （旧）株式会社バロー（現・株式会社バローホールディングス）が持株会社体制に移行。株式会社ホームセンターバロー分割準備会社が株式会社ホームセンターバローに商号変更。吸収分割により、（旧）株式会社バローのホームセンター事業及びペットショップ事業を継承[6]。
  - 10月21日 - 岐阜県本巣郡に北方店をオープン。
- 2016年（平成28年）
  - 9月21日 - 岐阜県可児市に体験型ホームセンター・可児坂戸店をオープン。
  - 11月23日 - メガストア稲沢平和店にセルフ式ガソリンスタンド「バローセルフスタンド」をオープン。
- 2017年（平成29年）
  - 2月8日 - バローグループ内で使用可能な電子マネー付きプリペイドカード「Lu Vit（ルビット）カード」ホームセンターバローで先行発行、使用開始。
  - 2月25日 - 神奈川県横浜市南区にペットフォレスト横浜永田台店を開設。
  - 4月1日 - 東京都町田市にペットの“美”と“健康”をサポートする新業態・ペットフォレスト+C（プラスシー）町田金森店をオープン。
  - 4月5日 - 稲沢平和店をグランドリニューアル。ペット専門館「ペットワールド」2号店をオープン・包丁専門店・「刃物研ぎ工房」を開設。
  - 4月27日 - 静岡県浜松市浜北区（現・浜松市浜名区）サンストリート浜北内にカテゴリー特化型ホームセンター。浜松浜北店をオープンし、静岡県に進出。[7]
  - 4月29日 - 神奈川県横浜市都筑区に2号店となる、ペットフォレスト+Cセンター南店を開設。
  - 6月30日 - 三重県2号店となるメガストア久居インター店内に「タイヤ市場」をオープン。
  - 7月6日 - ペットフォレスト全店でLu Vitカード利用開始。
  - 7月14日 - 愛知県2号店となる小牧岩崎店内に「タイヤ市場」をオープン。
  - 10月13日 - 三重県3号店となるミタス伊勢店内に「タイヤ市場」をオープン。
- 2018年（平成30年）
  - 2月8日 - 建築資材・工具に特化した初の専門業態、「PROsite」（プロサイト）各務原インター店をオープン。
  - 9月8日 - 正木店内に「タイヤ市場」をオープン。
- 2019年（平成31年）4月1日 - 株式会社バローホールディングスとアレンザホールディングス株式会社（同日付でダイユー・リックホールディングス株式会社から商号変更）と経営統合を実施。ホームセンターバローは株式交換によりアレンザホールディングスの完全子会社となった[1][8][9]。
- 2023年（令和5年）11月1日 - 「株式会社ホームセンター・アント」（同名のホームセンターを運営、本社：愛知県春日井市）ならびにその親会社の「株式会社NSAK」の株式をすべて取得し子会社化[10]。
- 2024年（令和6年）3月1日 - 子会社となっていた「株式会社ホームセンター・アント」「株式会社NSAK」を吸収合併。同社の運営店舗は3月中に順次「ホームセンター・アント」から「ホームセンターバロー」へ改称する[11]。なお亀山店（三重県亀山市）については、業態も「ホームセンターバロータイヤ市場」（タイヤ専門店）に変更する[12]。

## 店舗一覧

### ホームセンター事業

#### ホームセンターバロー

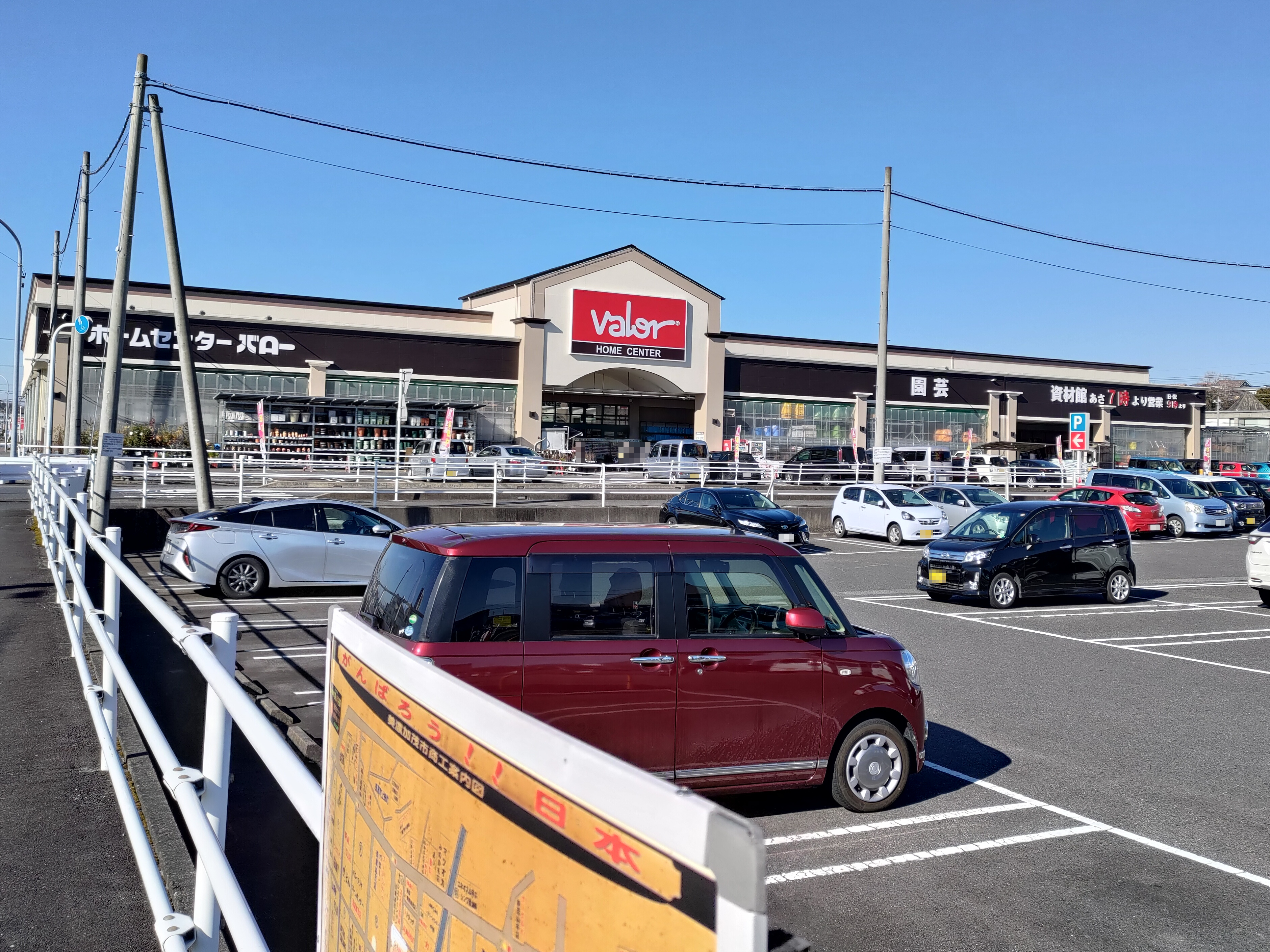
ホームセンターバロー美濃加茂店（外観）

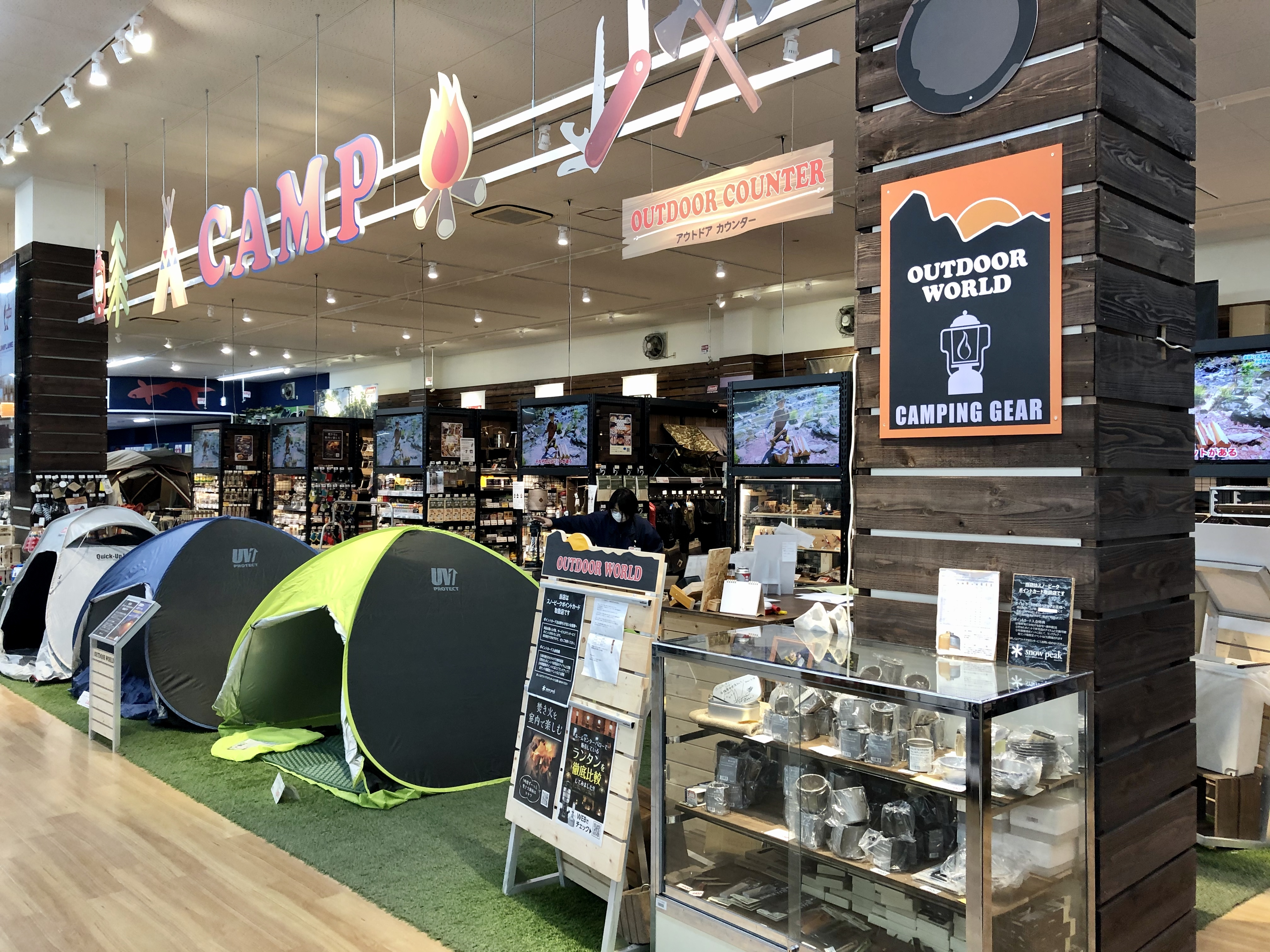
ホームセンターバロー各務原中央店

岐阜県26店舗、愛知県9店舗、三重県5店舗、静岡県1店舗の計41店舗（2022年現在）。
- 旧称：イズムホームセンター、フジヤホームセンター、日曜大工センターマンモス及びフォレスタマンモス（長良川交通公園より譲渡）
- メガストア羽島インター店、瑞浪中央店、各務原中央店、北方店、可児坂戸店（以上岐阜県）、メガストア稲沢平和店、小牧岩崎店、千音寺店（以上愛知県）、メガストア久居インター店、ミタス伊勢店、松阪店（以上三重県）、浜松浜北店（静岡県）の12店は大型店と位置付けられている。

#### タイヤ市場
タイヤ専門店。14店舗。
- 岐阜県 - 8店舗（メガストア羽島インター店、各務原中央店、瑞浪中央店、北方店、高山店、可児坂戸店、正木店、大和店）
- 愛知県 - 3店舗（メガストア稲沢平和店、小牧岩崎店、千音寺店）
- 三重県 - 3店舗（松阪店、メガストア久居インター店、ミタス伊勢店）

#### Vファーマーズ
新鮮野菜直売所。2店舗。
- 愛知県 - 1店舗（メガストア稲沢平和店）
- 三重県 - 1店舗（松阪店）

#### ベンリー
生活支援サービス。2店舗。
- 岐阜県 - 2店舗（各務原中央店、可児坂戸店）

#### ペットワールド
ペット専門館。5店舗。
- 岐阜県 - 2店舗（高山店、中津川坂本店）
- 愛知県 - 1店舗（メガストア稲沢平和店）
- 三重県 - 2店舗（メガストア久居インター店、鈴鹿店）
- 静岡県 - 1店舗（浜松浜北店）

#### アウトドアワールド
アウトドア用品専門コーナー。10店舗。
- 岐阜県 - 5店舗（メガストア羽島インター店、各務原中央店、可児坂戸店、北方店、瑞浪中央店）
- 愛知県 - 2店舗（メガストア稲沢平和店、小牧岩崎店）
- 三重県 - 2店舗（メガストア久居インター店、ミタス伊勢店）
- 静岡県 - 1店舗（浜松浜北店）

#### バローセルフスタンド
セルフ式ガソリンスタンド。3店舗。
- 愛知県 - 2店舗（メガストア稲沢平和店、千音寺店）
- 岐阜県 - 1店舗（瑞浪中央店）

#### PROsite（プロサイト）
建築資材・工具に特化した専門業態。4店舗。
- 岐阜県 - 1店舗（各務原インター店）
- 愛知県 - 2店舗（名港店、高浜店）
- 三重県 - 1店舗（鈴鹿磯山店）

#### CAMP LINK（キャンプリンク）
キャンプギアに特化した専門業態。1店舗。
- 岐阜県 - 1店舗（岐阜店）

### ペットショップ事業

#### ペットフォレスト
総合ペットショップ。24店舗（2021年現在）。
- 東京都 - 8店舗（ひばりが丘店、町田多摩境店、鶴川店、小金井店、アメリア町田根岸店、若葉台店、PF+C町田金森店、東久留米店）
- 神奈川県 - 10店舗（鷺沼店、新百合丘店、小田原店、藤沢店、あざみ野店、湘南平塚店、緑園都市店、横浜永田台店、PF+Cセンター南店、相模原下九沢店）
- 岐阜県 - 3店舗（各務原イオンタウン店、美濃加茂店、カラフルタウン岐阜店）
- 埼玉県 - 2店舗（武蔵藤沢店、PF+C武蔵藤沢店）
- 栃木県 - 1店舗（宇都宮インターパーク店）

## 閉鎖店舗

### 岐阜県
- 長良店
- 市橋店
- 日野店
- 美濃店
- 蘇原店
- 芥見店
- 可児店（可児坂戸店へ移転）
- 広見店（可児坂戸店へ移転）

### 愛知県
- 一宮店
- 戸田店（千音寺店へ移転）

### 滋賀県
- 水口店